# Katona Szabó István
Katona Szabó István, családi neve Szabó, írói álneve: Kézdi István. (Kézdivásárhely, 1922. november 10. – Gödöllő, 2013. február 6.) magyar elbeszélő, regényíró, újságíró, szerkesztő.

## Életútja
Szülővárosában kezdett tanulmányait megszakítva kereskedőinas volt Óradnán, szövőgyári munkás Nagyszebenben, majd a Marosvásárhelyi Református Kollégiumban érettségizett (1942). A Bolyai Tudományegyetem közgazdasági karán politikai gazdaságtanból és szociológiából szerzett diplomát (1947). Mint egyetemi hallgató a Móricz Zsigmond Kollégium diákigazgatója (1945–47) s a Világosság című napilap riportere. Tanulmányainak végeztével rövid ideig tanár a bánffyhunyadi gimnáziumban, majd 1948-tól egy évtizeden át a Falvak Népe, ill. Falvak Dolgozó Népe szerkesztője (1950 és 1952 között főszerkesztő-helyettese), 1958-tól Marosvásárhelyen a Művészet, majd az Új Élet főszerkesztő-helyettese, 1967-től a lap szerkesztőbizottságának tagja és rovatvezető. 1955 és 1986 között a Román, majd Magyarországra települése után, 1986-tól a Magyar Írószövetség tagja. Gödöllőn az MDF városi szervezetének elnöke (1991–1994), a Remsey Jenő Művészeti Alapítvány ügyvezető elnöke(1995-2000). A Nagy Sándor Művészeti Díj kezdeményezője, a Bolyai Egyetem Barátainak Egyesületének, alapító elnöke (1995–2004).
1986-ban áttelepült Magyarországra. Gödöllőn élt, ahol emlékiratain dolgozott.
2012. november 11-én ünnepelte 90. születésnapját, a jeles évfordulóra jelent meg új, és egyben utolsó, dokumentum értékű könyve, amelynek címe: A nagy hazugságok kora – Életem Erdélyben.

## Munkássága
Első írása, egy Tolnai Lajos marosvásárhelyi tartózkodásáról szóló adattár, Móricz Zsigmond lapjában, a Kelet Népében jelent meg (1941). Találkozásait Móricz Zsigmonddal megírta az Ifjú Erdélynek (1942). Beszélgetés Veres Péterrel Debrecenben a földosztásról című cikke a kolozsvári Világosságban jelent meg, 1945-ben).
Írói és publicisztikai érdeklődésével a népi írók mozgalmához és szellemiségéhez kapcsolódott. A falu és a parasztság felemelésében látta a magyar társadalom fejlődésének megalapozását. A szövetkezeti mozgalom erdélyi hagyományainak folytatását, a finn szövetkezetek mintájára, az önkéntes szövetkezés gondolatát képviselte. (Hangya, Kaláka, Szövetség, EMGE). Szembe került az MNSZ nemzetiségi jogokat feladó törekvéseivel és felszólalt az 1945. novemberi hírhedt Marosvásárhelyi Kiáltványa ellen, mely Erdély határainak végleges romániai megoldását, a határok megváltoztatásának szükségtelenségét hirdette meg a béketárgyalások előtt. Az Intézőbizottság tagjaként a Kiáltvány elfogadása ellen szavazott és tiltakozásul kilépett az MNSZ Központi Intéző Bizottságából. A Kiáltványt elfogadó vita és gyűlés jegyzőkönyvének szövegét személyesen adta át Tildy Zoltán miniszterelnök kabinetjének, Erdei Ferenc belügyminiszternek, és más leleplező anyaggal együtt Demeter Bélának, a magyar béke előkészítő bizottság erdélyi szakértőjének 1946 januárjában. Ezt a Kiáltványt a román külügyminiszter felhasználta a Párizsi Béketárgyaláson a magyar igények visszaverésére.
Írói, közírói tevékenységével tudatosan, Sütő András főszerkesztősége alatt, célszerűen a magyar irodalom, művészet, és kultúra egymástól elszakíthatatlan egységét, közös hagyományainak folytatását szolgálta és jeles erdélyi képző- művészek (Nagy Imre, Nagy Albert és mások) és írók újraértékelését (Berde Mária, Nyirő József, Bözödi György) szorgalmazta. Mint szerkesztő és kritikus a fiatal művésznemzedék indulását támogatta. Bözödi György melletti kiállása miatt alacsonyabb beosztásba került az Új Élet szerkesztőségében és közéleti szerepében. Főleg az ellenzéki román írókkal való jó viszony ápolására törekedett, értékeik megismertetéséért cikkezett a magyar nemzeti öntudat erősítésével egyidejűleg. Rendszeresen részt vett az újraszervezett Nicolae Iorga Nyári Szabadegyetemen (Văleni de Munte, 1972-1975). A romániai magyar írók képviseletében részt vett a Kanizsai Írótáborban (1977). A II. világháború után a Világosság, Utunk, Romániai Magyar Szó, Előre, Dolgozó Nő, Igaz Szó, Művelődés, Vörös Zászló, Hargita, Megyei Tükör is közölte riportjait, recenzióit, művészeti kritikáit.
Gondozásában jelent meg a Móricz-féle Magvető két erdélyi kiadása (1944, 1945); magyar nyelvtant és olvasókönyvet szerkesztett a VII. osztály számára (1962); jelentős riportsorozatai az Új Életben: Száz év után Orbán Balázs nyomában (Bözödi Györggyel, 1968); Negyven év múltán Bözödi György könyve nyomában (1972); Kalotaszegi krónika (1972); A bölcsőhely körül c. alatt Kovács Katona Jenő, Salamon Ernő, Tompa László és Nagy István szülőhelyének bemutatása (1977–78).
Fordításai jelentek meg I. L. Caragiale karcolatainak, cikkeinek és bírálatainak háromkötetes gyűjteményében (1952). Tolmácsolásában mutatta be a Marosvásárhelyi Állami Színház Petru Vintilă Ki meri megölni a szerelmet? c. színművét (közölte: Művelődés, 1974/4). Összeállította a romániai magyar művészek „ki kicsodáját” (175 folytatásban közölte Új Élet időszaki kiadvány Az Új Élet lexikona rovatcím alatt, 1971–77).

## Önálló kötetei (1957-ig Szabó néven)
- Virágzó élet (Palocsay Rudolf életrajza, 1955)
- A dinnyecsősz (elbeszélések, 1955)
- Farkasjárás (elbeszélések, 1957)
- Borika (regény, 1959, 1963, 1974. Román kiadás Constantin Olariu fordításában, 1964)
- A harmadik kakasszó (kisregény, 1963)
- Vesztett szerelem (regény, 1967)
- Szakítás (kisregény, 1973)
- Elbeszélések (1974)
- A nagy remények kora. Erdélyi demokrácia: 1944-1948. 1-2. (Önéletírás, 1990)
- A megtévesztettek. Életem Erdélyben. 1. Gyűlöletben születtem; CÉH, Bp., 1992
- A megtévesztettek. Életem Erdélyben. 2. Lélekharangok, 1922-1932; CÉH, Bp., 1993
- Marosvásárhelyi változások; Magyar Nemzeti Tájékoztatási Alapítvány, Bp., 1993 (Századvégi tanulságok)
- Baloldali diktatúrák Európában. A baloldali diktatúrák utóélete; Magyar Nemzeti Tájékoztatási Alapítvány, Bp., 1994 (Századvégi tanulságok)
- Székely vész. Történelmi színjáték; Híd Antikvárium, Gödöllő, 1995
- „Az erdélyi magyar felsőoktatás évszázadai” kiállítás és konferencia. Emlékkönyv; szerk. Faragó József, Incze Miklós, Katona Szabó István; Bolyai Egyetem Barátainak Egyesülete–Bolyai Egyetemért Alapítvány, Bp., 1996
- Marosvásárhelyi krónika, 1900-1990; Magyar Nemzeti Tájékoztatási Alapítvány–Tessedik Sámuel Alapítvány, Bp., 1996
- Emlékkönyv a Magyar Királyi Ferenc József Tudományegyetem (1872-1944) létesítésének 125. évfordulója alkalmából; szerk. Katona Szabó István; Bolyai Egyetem Barátainak Egyesülete–Bolyai Egyetemért Alapítvány, Bp., 1997
- Sok milliárd dollárnyi kisebbségi magyar vagyon... Beszélgetés a Magyar Érdekvédelmi Szövetség ügyvezető elnökével; riporter Beke György; Magyar Nemzeti Tájékoztatási Alapítvány, Bp., 1997 (Századvégi tanulságok, 8.)
- Tőkés László „radikalizmusa”; Magyar Nemzeti Tájékoztatási Alapítvány, Bp., 1997 (Századvégi tanulságok)
- Egy év. Rádió napló a magyar nemzet külföldi megítéléséről, 1996. 1-2.; Magyar Nemzeti Tájékoztatási Alapítvány, Bp., 1998
- Röpirat a Kolozsvári Magyar Egyetem ügyében; Magyar Nemzeti Tájékoztatási Alapítvány, Bp., 1999
- Mi történt Erdélyben? 1918-2000. Közüggyé vált magántörténelem; Magyar Nemzeti Tájékoztatási Alapítvány, Bp., 2000
- Az erdélyi magyar egyetemért, 1995-2002. Dokumentumok; szerk. Katona Szabó István; Bolyai Egyetem Barátainak Egyesülete–Bolyai Egyetemért Alapítvány, Bp., 2002
- Pusztuló magyarság. Cikkek, tűnődések, 2001-2003; Magyar Nemzeti Tájékoztatási Alapítvány, Bp., 2003
- Új kártalanítási törvényekért. Dokumentumok; szerk. Katona Szabó István; Magyar Érdekvédelmi Szövetség, Gödöllő, 2005
- A nagy hazugságok kora. Életem Erdélyben, 1948-1968; Kráter, Pomáz, 2012
- Ítél a történelem. Egy diktatúra tündöklése és bukása. A nagy hazugságok kora II. Életem Erdélyben, 1968-1989; Kráter, Pomáz, 2013

## Díjai, elismerései
- Báthory-díj (2006)[2]